# Diebold Schilling der Jüngere

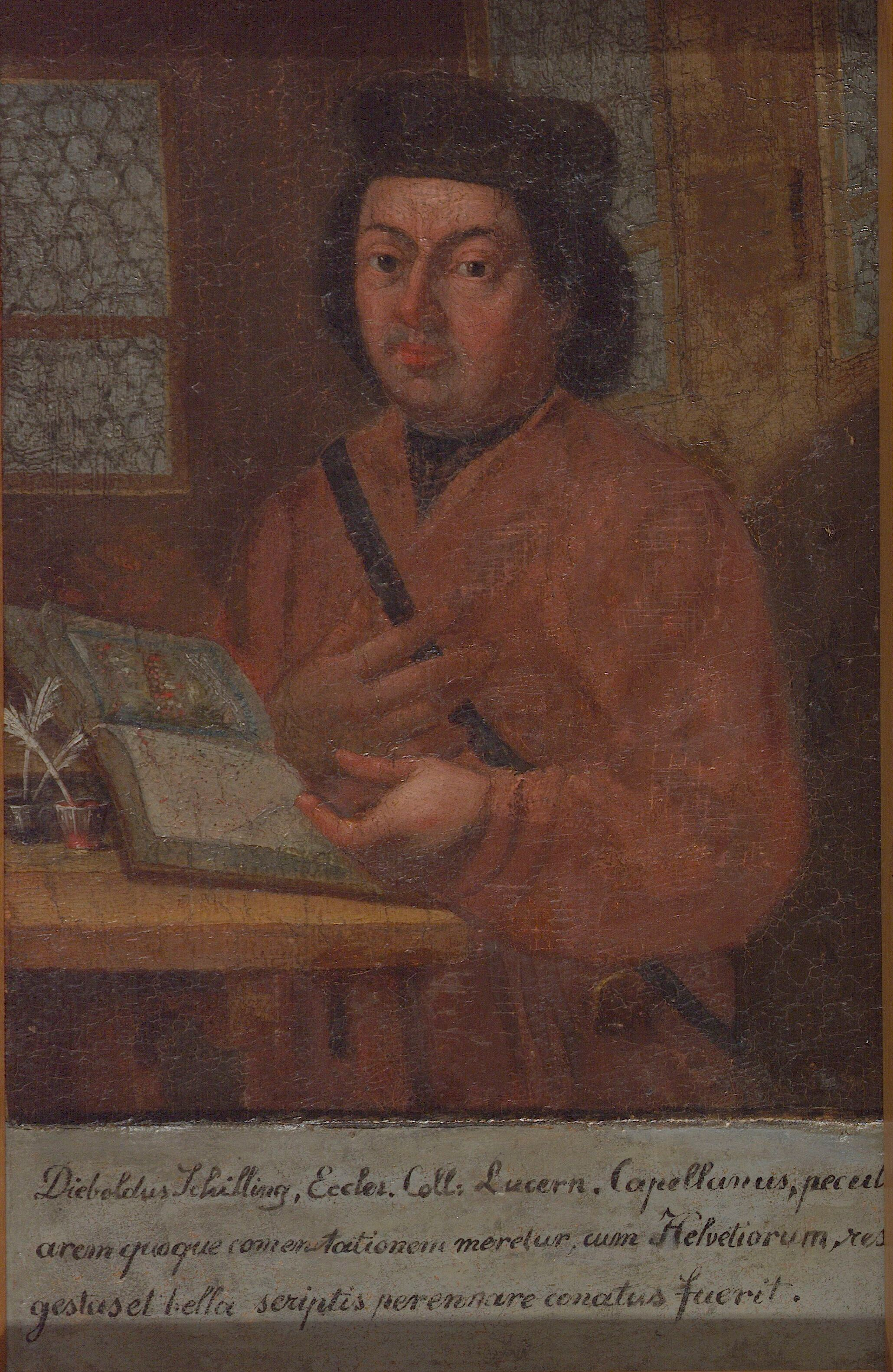
Porträt von Diebold Schilling dem Jüngeren

Diebold Schilling der Jüngere (* vor 1460, vermutlich in Haguenau; † 3. November 1515 (?) in Luzern) war ein Schweizer Chronist in der Tradition der Schweizer Bilderchronik.

## Leben

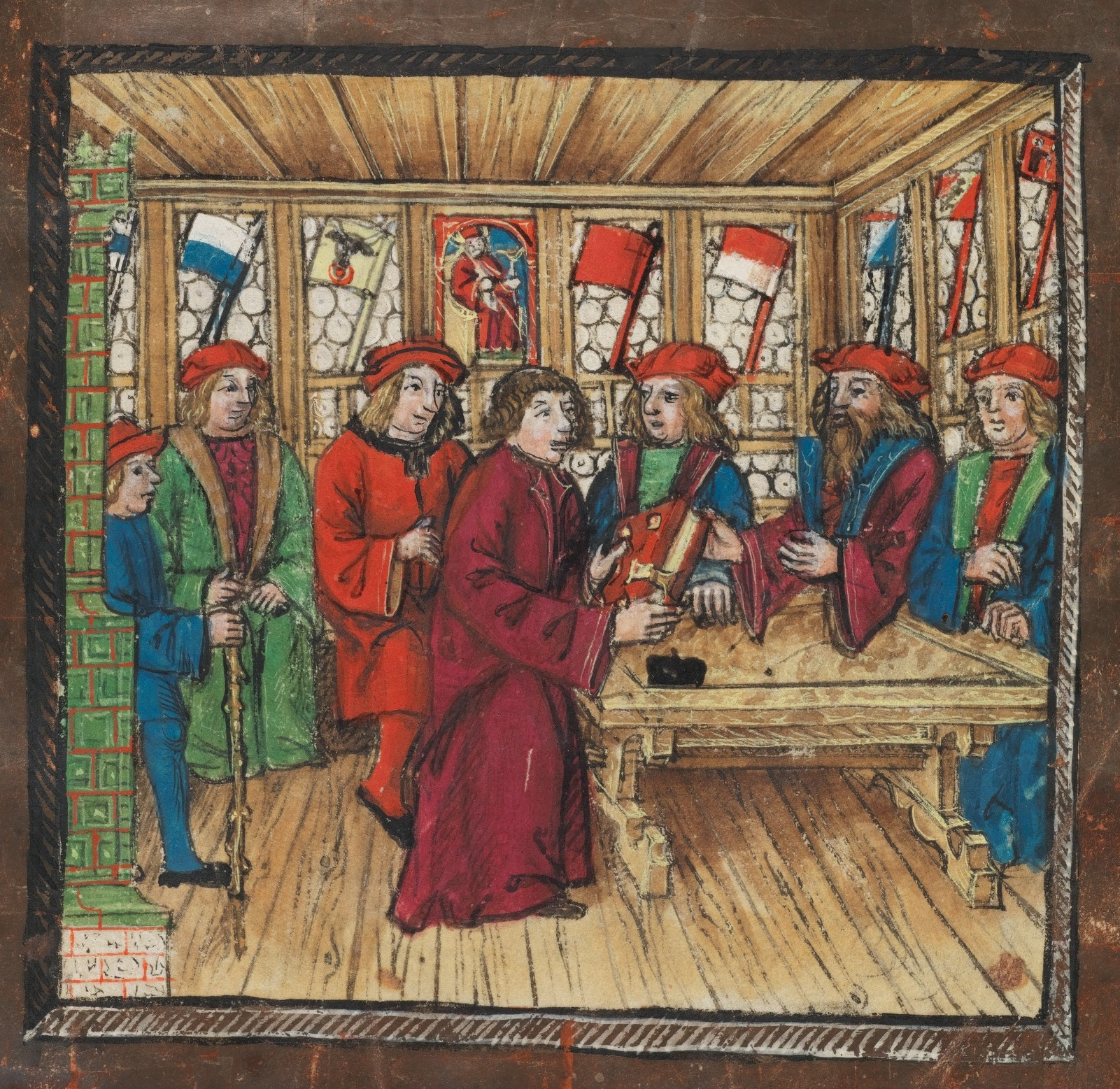
Diebold Schilling überreicht seine Chronik dem Rat von Luzern (1513)

Er war der Sohn von Hans Schilling, dem älteren Bruder Diebold Schillings des Älteren, der die Berner Chronik verfasst hatte. Ab 1479 war Diebold der Jüngere Notar in Luzern und ab 1481 auch Priester. Im Gegensatz zu seinem Onkel war er eine eher skandalträchtige und schillernde Figur. 1487 wurde er vom Luzerner Rat in den Turm gesperrt, seiner Pfründe enthoben und erst zwei Jahre später freigelassen, nachdem er versprochen hatte, sich in Zukunft ehrbar und priesterlich zu verhalten. Aber auch danach war er in allerlei Händel verwickelt, und nach einer nächtlichen Rauferei, die mit einem Totschlag endete, wurde er vom Rat zu einer Busse und der Zahlung einer jährlichen Totenmesse für das Opfer verpflichtet. Sein ehemaliges Wohnhaus, das Rothenburgerhaus (heute: St. Leodegarstrasse 13), besteht noch.
Seine Chronik, die sogenannte Luzerner Chronik, präsentierte er dem Rat am 15. Januar 1513. Politisch tendierte Schilling in die Nähe des Habsburgers Maximilian, der ihn 1507 persönlich zum Reichstag nach Konstanz einlud.

## Bilder aus der Luzerner Chronik

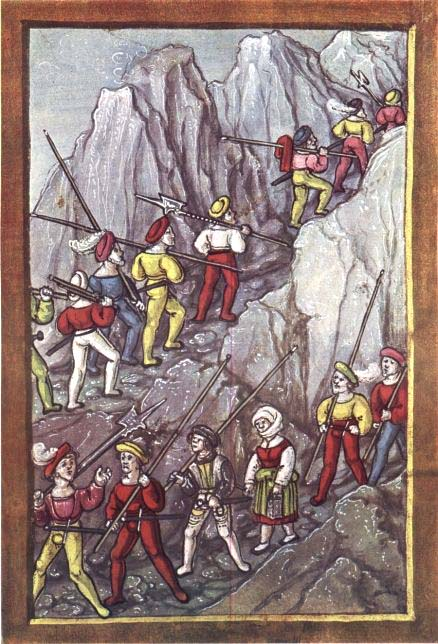
Innerschweizer Reisläufer auf dem Weg durchs Gebirge
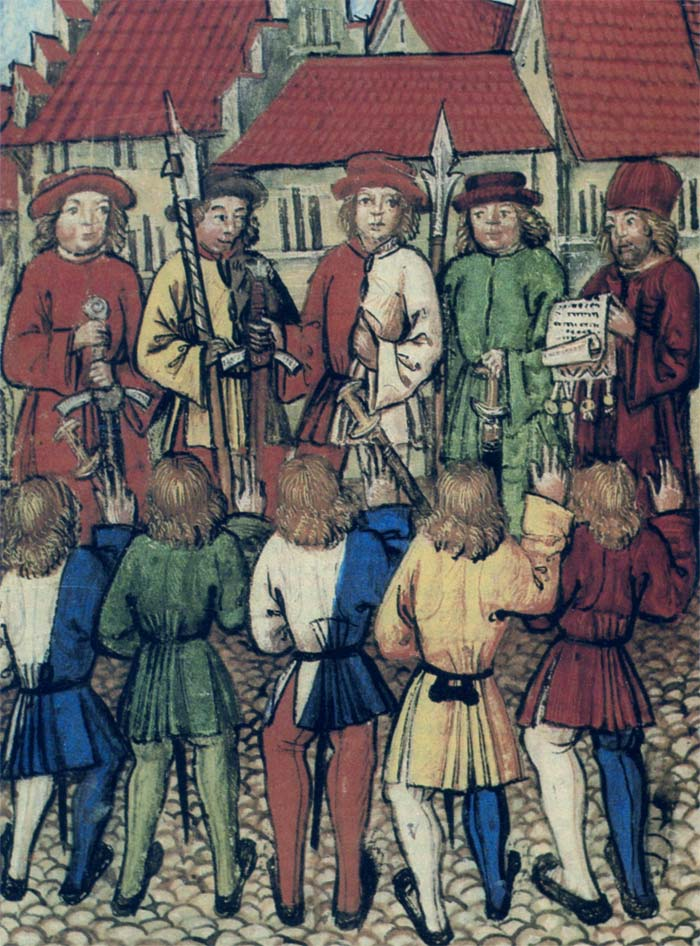
Bundesschwur der Zürcher vor Vertretern der Eidgenossenschaft 1350
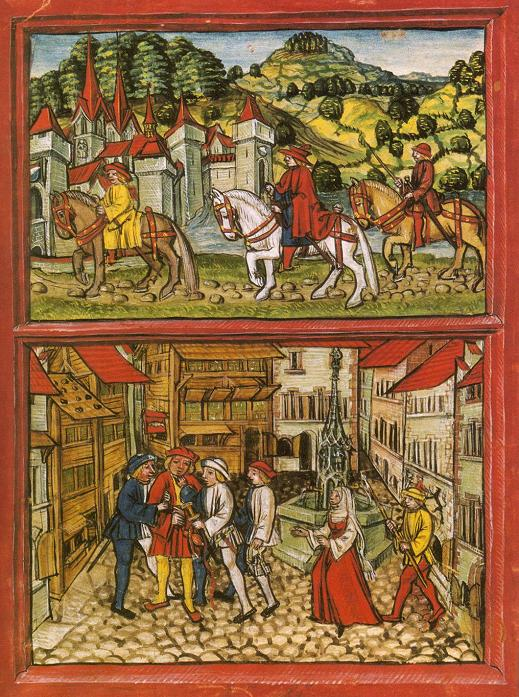
Der Bischof von Genua reist nach Zürich um Söldner zu werben für Mailand / Verhaftung von Jörg Supersaxo in Luzern
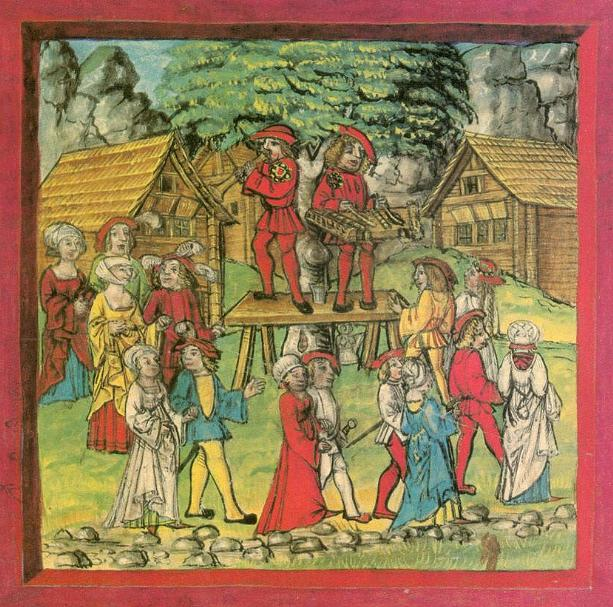
Fastnachtstanz in Schwyz